# Sven Ottke
Sven Ottke est un boxeur allemand né le 3 juin 1967 à Berlin-Spandau.

## Carrière
Médaillé de bronze aux championnats du monde de boxe amateur à Moscou en 1989 dans la catégorie poids moyens, il devient champion d'Europe à Goteborg en 1991 et à Vejle en 1996 et remporte la médaille de bronze aux championnats d'Europe de Bursa en 1993 en mi lourds.
Ottke passe professionnel en 1997 et devient champion du monde des super moyens IBF l'année suivante et WBA en 2003. Il bat notamment Charles Brewer, Glen Johnson, Silvio Branco, Anthony Mundine ou encore Rudy Markussen et met un terme à sa carrière en 2004 en restant invaincu en 34 combats. 
Sa carrière en professionnel est néanmoins controversée. Ottke a toujours prit soin que chacune de ses défenses de titre se passent en Allemagne, refusant toute prise de risque en affrontant un challenger à l'étranger. Les arbitres sur le ring et en-dehors ont quasiment toujours été allemands, ce qui a lancé des suspicions de favoritisme lors de certains combats, notamment contre Robin Reid, que beaucoup encore voient gagnant.
En 2020 il termine à la deuxième place de la 14e saison de Ich bin ein Star – Holt mich hier raus!.